# Esther Dischereit

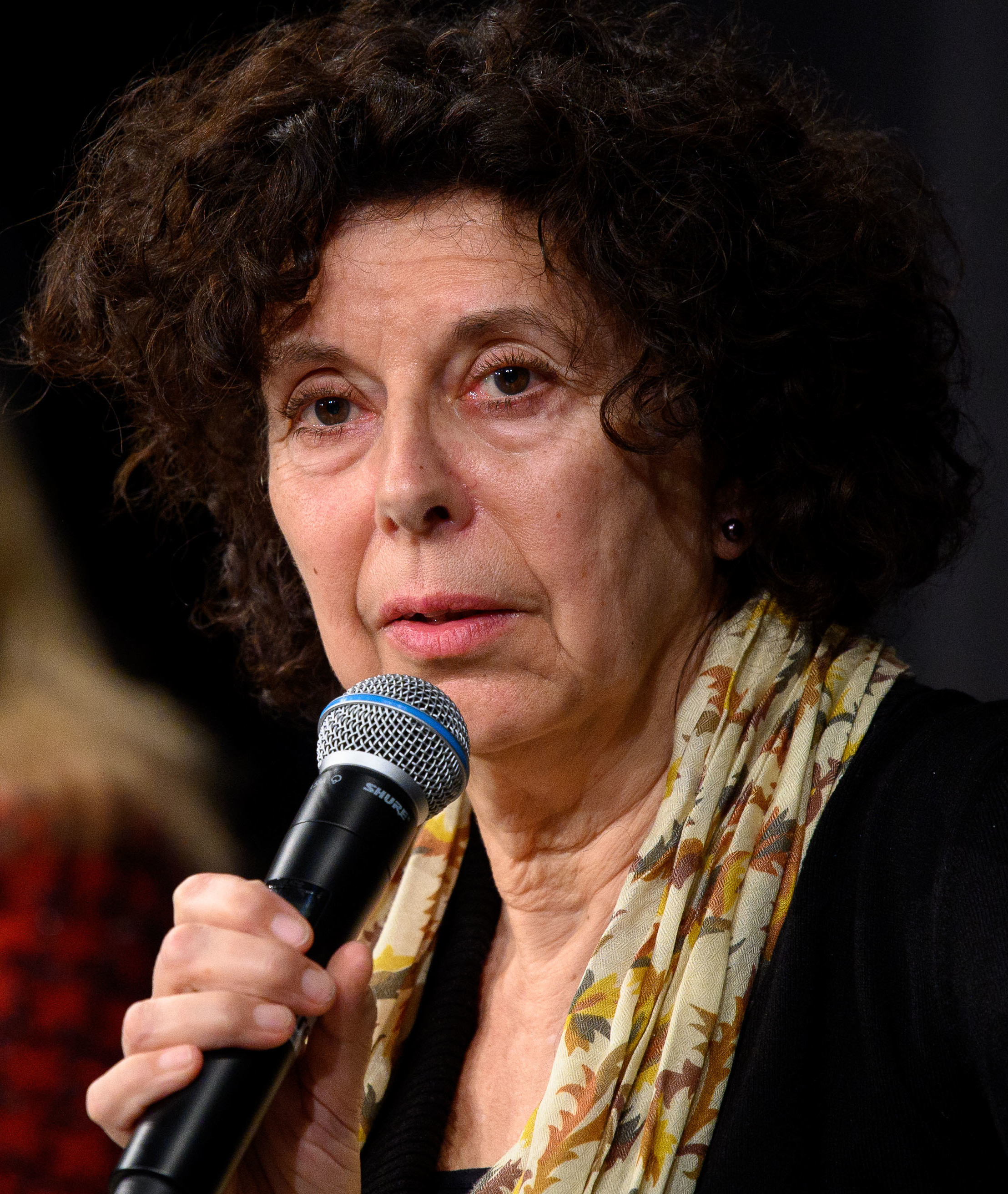
Esther Dischereit, 2022

Esther Dischereit (geboren am 23. April 1952 in Heppenheim, Bergstraße) ist Lyrikerin, Essayistin, Erzählerin sowie Theater- und Hörstückautorin. Sie wird als wichtige Stimme der zweiten Generation nach dem Holocaust rezipiert. Von 2012 bis 2017 lehrte Esther Dischereit als Professorin an der Universität für angewandte Kunst in Wien.

## Leben
Esther Dischereit wurde 1952 in Hessen geboren. Ihre Mutter Hella und die Schwester Hannelore Zacharias überlebten den Holocaust, weil sie unter anderem von dem Eisenbahner Fritz Kittel versteckt wurden. Dischereit arbeitete in der Metallindustrie und als Setzerin, seit 1985 ist sie publizistisch als Schriftstellerin und Journalistin tätig. 1988 begann eine Zusammenarbeit mit verschiedenen Musikern, u. a. mit Ray Kaczynski, Friedemann Graef, Rüdiger Carl, Buschi Niebergall, Bülent Ateş, Rajesh Mehta und Tonbüro Berlin et al. 1991 gründete Esther Dischereit zusammen mit Ray Kaczynski das Label wordmusic, mit dem sie ihre rhythmischen Sprachstücke mit musikalischen Elementen zusammenführte.
Esther Dischereit erhielt seit 1988 eine Vielzahl deutscher und internationaler Stipendien, so war sie 1995 zum Beispiel Fellow am Moses Mendelssohn Zentrum für europäisch-jüdische Studien in Potsdam.
Ab 1996 hielt sie Gastlesungen an der University of Massachusetts, Amherst, Washington University in St. Louis, Cornell University, Ithaca, MIT, Boston, University of California, Berkeley, Princeton University, University of Connecticut u. a. in USA und Kanada.
Weitere Vortrags- und Lesereisen machte Dischereit ab 1993 auf Einladung verschiedener Goethe-Institute und Universitäten in die USA, nach Medellín/Kolumbien und in europäische Länder.
Bis 1994 war sie Gewerkschaftsreferentin der ÖTV und von 2001 bis 2006 Kuratorin für den Deutschen Gewerkschaftsbund Berlin: contemporary art/new media beim DGB (Kulturbeauftragte im DGB-Bezirk Berlin Brandenburg), der ihr wegen angeblicher Sparmaßnahmen (Kultur- und Antirassismusarbeit solle wegfallen) kündigte, wogegen sie in einem Prozess einschließlich Berufungsverfahren erfolgreich vorging. In Verbindung mit der Kündigung ihrer Arbeitsstelle kam es 2006 auch zu öffentlichen Protesten.
Internationale Einladungen als Autorin seit 2007:
5th world poetry festival, Caracas, Venezuela, 2008; Ein Kleid aus Warschau, Drehbuch zus. mit Michal Otlowski Warschau/Berlin 2007, nominiert für Prix Genève – Europe, 2007 First international conference of Jewish writers kisufim, Jerusalem, Israel, 2007 Poetry. Wider das Verstummen, 3. Outspoken, Münster 2007 Guest of honor der conference Women in German, USA, 2006 Luncheon speaker GSA-conference, USA; 2006 Writer in residence, Deutsches Haus, New York, USA; 2004 Gastaufenthalt University of Wales, Swansea, UK, 2004 Symposion on Dischereits work, Swansea, UK; 2004 Festival de Poesia, Medellin, Columbia.
Weitere interdisziplinäre Zusammenarbeiten gab es mit der Tänzerin und Choreografin Holly Handman-Lopez (Joyce Theater, Dance Theater Workshop, Miller Theater, Brooklyn Academy of Music in New York) für das Stück Vor den Hohen Feiertagen gab es ein Flüstern und Rascheln im Haus. Ihr Buch Blumen für Otello (2014) präsentierte Esther Dischereit zusammen mit Ipek Ipekcioglu auf zweisprachigen Lesungen.
Seit 1989 lebt Dischereit in Berlin und seit 2012 auch in Wien.
Esther Dischereit war von 2012 bis 2013 Beobachterin des NSU-Untersuchungsausschusses des Deutschen Bundestags.
Zwischen 2012 und 2017 war Esther Dischereit Professorin für Sprachkunst an der Universität für angewandte Kunst in Wien.
Ihr Roman Ein Haufen Dollarscheine steht auf der Shortlist des Preis der Leipziger Buchmesse 2025.

## Ehrungen

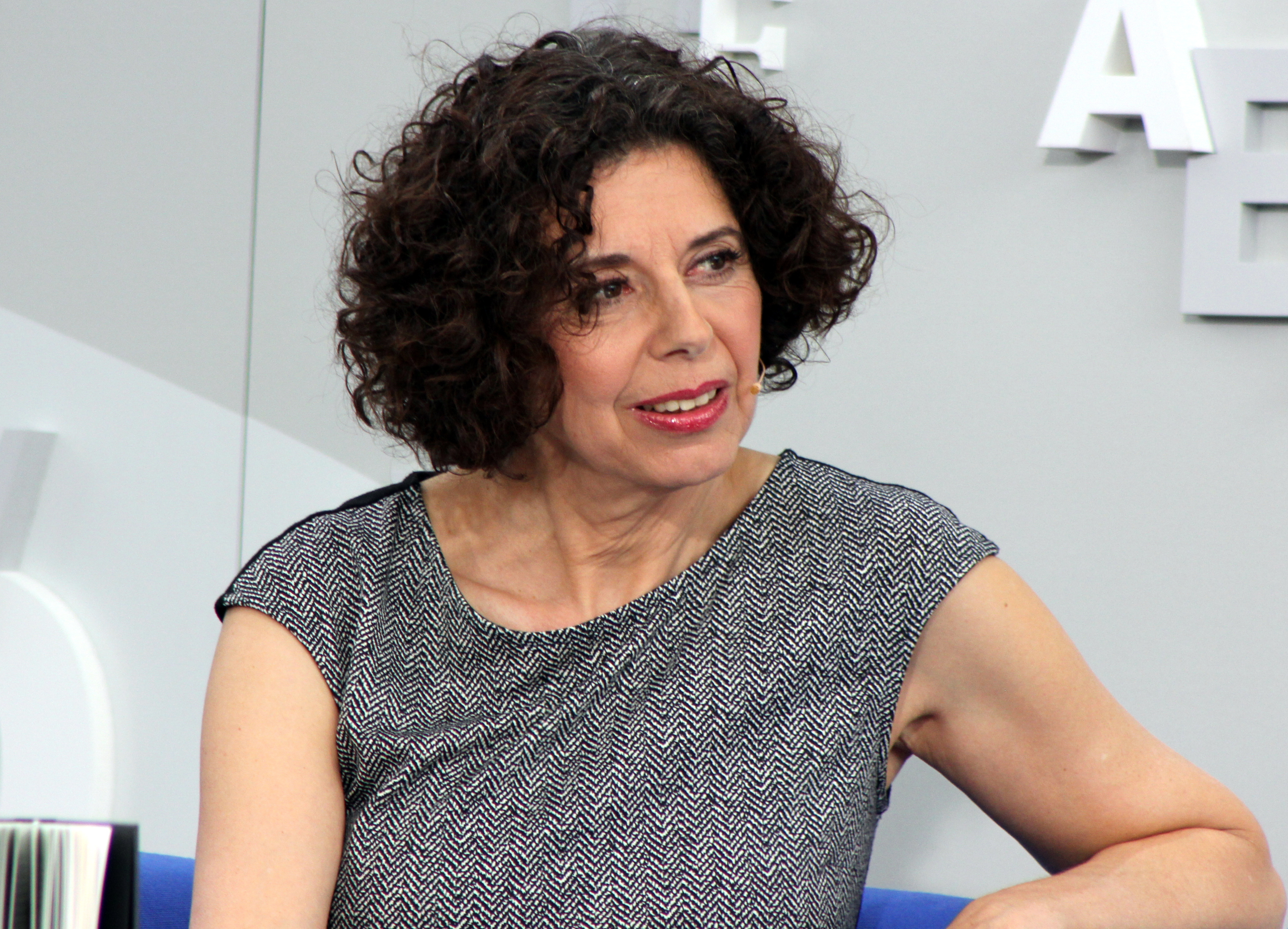
Esther Dischereit auf dem Blauen Sofa während der Leipziger Buchmesse 2014

- 2024 gewann sie mit dem Alfred-Gruber-Preis beim Lyrikpreis Meran den 2. Preis.
- 2014 wurde sie mit ihrem Buch Blumen für Otello auf das Blaue Sofa zur Leipziger Buchmesse eingeladen.[8]
- 2009 erhielt Esther Dischereit den Erich-Fried-Preis in Wien.[9]
- 2008 gewann Esther Dischereit die Ausschreibung für ein akustisches Holocaust-Denkmal für die Stadt Dülmen in Westfalen. Die 55 Klangzeichen auf dem Eichengrünplatz in Dülmen werden in dem Band Vor den Hohen Feiertagen gab es ein Flüstern und Rascheln im Haus dokumentiert.[10]
- Esther Dischereit folgte nachstehenden Einladungen:
  - 5th world poetry festival, Caracas, Venezuela
  - 2008 Ein Kleid aus Warschau, Drehbuch zusammen mit Michal Otlowski Warschau/Berlin 2007, nominiert für Prix Genève – Europe
  - 2007 First international conference of Jewish writers kisufim, Jerusalem, Israel
  - 2007 Poetry. Wider das Verstummen, 3. Outspoken, Münster
  - 2007 Guest of honor der conference Women in German, USA
  - 2006 Luncheon speaker GSA-conference, USA
  - 2006 Writer in residence, Deutsches Haus, New York, USA
  - 2004 Gastaufenthalt University of Wales, Swansea, UK
  - 2004 Symposion on Dischereits work, Swansea, UK
  - 2004 Festival de Poesia, Medellin, Columbia

Im Jahr 2003 wurde das Hörstück „Ein Huhn für Mr Boe“ für 51. Hörspielpreis der Kriegsblinden nominiert und das Hörstück „Rote Schuhe“ erhielt den Titel Hörspiel des Monats, das Hörstück Kaffee im Haus von Zara Naor wurde in der Woche des Hörspiels in Berlin gespielt.
Im Mai 1993 wurde Esther Dischereits Hörspiel Rote Schuhe als Hörspiel des Monats ausgezeichnet.

## Projekte
- 2016 Der Blick des Anderen – Drinnen | Draußen | Heymat. In Zusammenarbeit mit junger salon Brick 5, Salon 5 im Nestroyhof Theater Hamakom-Theater – im 15. Bezirk Wien. Geflohen, zugereist, eingewandert. Semesterprojekt Institut für Sprachkunst Universität für angewandte Kunst, [Konzept | Leitung] Realisation März 2016[11]

## Werke Prosa
- Ein Haufen Dollarscheine. MaroVerlag, 2024
- Großgesichtiges Kind // The Child With The Big Face, ins Englische übertragen von Iain Galbraith. Walter de Gruyter, Edition: 'angewandte, Berlin / München / Boston 2015, ISBN 978-3-11-041434-9[12][13]
- Blumen für Otello. Über die Verbrechen von Jena. Klagelieder // Otello için Çiçekler. Jena Cinayetlerine Dair. Ağitlar, in deutscher und türkischer Sprache. Aus dem Deutschen übersetzt ins Türkische von Saliha Yeniyol. s.edition im Secession Verlag für Literatur, Zürich 2014, ISBN 978-3-905951-28-8[14]
- Der Morgen an dem der Zeitungsträger. Erzählungen, Suhrkamp, Frankfurt am Main 2007, ISBN 3-518-12496-X
- Merryn, Suhrkamp, Frankfurt am Main 1992, ISBN 3-518-40436-9
- Joëmis Tisch. Eine jüdische Geschichte, Suhrkamp, Frankfurt am Main 1988, ISBN 3-518-11492-1
- Anna macht Frühstück Kinderbuch, mit Bildern von Cornelia Seidlein, dtv, München 1985, ISBN 3-423-07551-1

## Gedichtbände
- Vor den Hohen Feiertagen gab es ein Flüstern und Rascheln im Haus.//Before the Holy Days the House Was Full of Whisperings an Rustlings. Dülmen Eichengrünplatz. Mit einem Vorwort von Barbara Hahn. Typografie Veruschka Götz. AvivA, Berlin, 2009, ISBN 978-3-932338-38-0[15]
- Im Toaster steckt eine Scheibe Brot. Vorwerk 8, Berlin 2006, ISBN 3-930916-85-1
- Rauhreifiger Mund oder andere Nachrichten, Vorwerk 8, Berlin 2001, ISBN 3-930916-43-6[16]
- Als mir mein Golem öffnete, Karl-Stutz Verlag, Passau 1997, ISBN 3-88849-033-2

## Essays
- Mit Eichmann an der Börse. In jüdischen und anderen Angelegenheiten, Ullstein, Berlin 2001, ISBN 3-89834-031-7
- Übungen, jüdisch zu sein. Aufsätze, Suhrkamp, Frankfurt am Main 1998, ISBN 3-518-12067-0

## Publikationen als Herausgeberin und Betreuerin
- 2021: Hab keine Angst, erzähl alles! Das Attentat von Halle und die Stimme der Überlebenden. Verlag Herder, Freiburg
- 2016: Garz Literarische Feldforschung. Ein Dorf in Sachsen-Anhalt, Deutschland. Studierende des Instituts für Sprachkunst an der Universität für angewandte Kunst, Wien (im Erscheinen)
- 2015: Ich möchte dass es mich etwas angeht. Die Suche nach Erinnerung // I want it to be my concern. In Search of Memory in deutscher und englischer Sprache. Ein Projekt des Instituts für Sprachkunst im Rahmen des vienna projects. Esther Dischereit und Ferdinand Schmatz (Hrsg.) inklusive Filmdokumentation, Walter de Gruyter, Edition: 'angewandte, Berlin, 2015, ISBN 978-3-11-042540-6
- 2015: Die Gruppe ist angezogen. Kursbuch in Zusammenarbeit mit der Fakultät für Gestaltung der Hochschule Mannheim, Dtld, Zeitschrift
- 2013:  Markt und Cities thema language art die angewandte. Magazin der Universität für angewandte Kunst Wien Ausgabe 04/2013 in Zusammenarbeit mit der Fakultät für Gestaltung der Hochschule Mannheim, Dtld. Zeitschrift

## Aufsätze
- 2016: Als mir mein Golem In: Emily D. Bilski und Martina Lüdicke [Hg.] Der Golem kommt. Kerber Verlag, Bielefeld und Berlin, 2016
- 2015: Seabees, Naval Basel Ventura County, California, Annual Ceremony of Seabees Days, 2008. In: Anmerkungen zum Literaturbetrieb Politisch Schreiben. Zeitschrift. Buchmesse Frankfurt am Main, 2015
- 2015: Josef S. Akademikerball in Wien – Proteste – Verurteilung – Das Strafmaß absenken – überholter Landfriedensbruch-Paragraf 2.7.2015 Prozess vor dem Oberlandesgericht in Wien. In: Fixpoetry, 2. Juli 2015
- 2015: Vorwärts und Vergessen Gesendet nach: Esther Dischereit: Die Mauern waren hier dick. Deutschlandradio Kultur, 18. Februar 2015
- 2015: Einleitung. In: Esther Dischereit und Ferdinand Schmatz [Hg] Ich möchte dass es mich etwas angeht. Die Suche nach Erinnerung, Edition Angewandte, De Gruyter, Berlin, 2015
- 2015: [Über-]Leben und Schreiben in China. In: Die Presse, Gastkommentar, Wein, 16. Juni 2015
- 2014: Die Gesichter der Nachbarn. Ein Epilog. In: Andreas Förester: Geheimsache NSU. Zehn Morde, von Aufklärung keine Spur. Tübingen, Klöpfer & Meyer. S. 293–303 und Zeitleiste NSU-Komplex S. 293–309 (aus: Blumen für Otello, 2014) ISBN 978-3-86351-086-2
- 2011: Brokat/Karpfen/Hirtenlied/Bob Dylan/Peaches. In: Der 24. Dezember. Neue Weihnachtsgeschichten, Suhrkamp Verlag Berlin, S. 93–105, ISBN 978-3-518-46281-2
- 2003: Nachwort zu Gertrud Kolmar: Die jüdische Mutter. Suhrkamp, Frankfurt
- 2002:  Ihre Würde war ihr wichtig. In: Tu mir eine Liebe. Meine Mamme von Viola Roggenkamp. Berlin S. 94–101
- 2000: Wie es mir beim Gedenken keiner recht macht. In: Deutsch-jüdische Literatur der neunziger Jahre. Die Generation nach der Shoah. Beiheft zur Zeitschrift für Deutsche Philologie, S. 220–221 (Beiträge des internationalen Symposiums 26.–29. November 2000 im Literarischen Colloquium Berlin-Wannsee)
- 1999: Auguststraße. In: Meshulash Berlin: DAVKA Jüdische Visionen in Berlin / Jewish visions in Berlin, Aviva Verlag, Berlin
- 1998: Ein sehr junges Mädchen trifft Nelly Sachs. In: Jüdischer Almanach 1998, S. 9–15, Frankfurt am Main
- 1997: Max Liebermann – Die Schwierigkeiten der Nachkommen, eines Sportvereins und der Politik. In: Frankfurter Hefte 7/1997, S. 642–647
- 1997: Die Dissidenten sind noch da – Essay in: Frankfurter Rundschau, 10. Juni 1997, Frankfurt am Main
- 1997: Nachwort zu Jeannette Lander. In: Eine unterbrochene Reise, S. 155–176, Berlin 1997
- 1996: Amnesty, die Polizei und der ‘normale Fremdenhass’ in kda, 2/1996
- 1995: „Zwischen den Bildern“. Gedanken zu Polen, Juden und Deutschen. In: „Es war einmal. Warschau im Herbst 1939“ (Hrsg.) Peter Steinbach / Stefan Rammer, Passau 1995
- 1995: „...Eigentlich könnte es doch viel besser und anders sein.“ Ueber die Sozialistin Rosi Wolfstein-Frölich 1914 bis 1924. In: Sie wollte nie etwas Halbes tun. Witten: Verlag der Rosi-Wolfstein-Gesellschaft, S. 22–29, 1995
- 1995: No exit from this Jewry. In: Sander L. Gilman / Karen Remmler (HG.) Reemerging Jewish Culture in Germany, S. 266–281
- 1995:  Zwischen den Bildern. In: Stefan Rammler/Peter Steinbach (Hrsg.) Es war einmal. Warschau im Herbst 1939. Passau. S. 35–45.
- 1988: Südkorea – kein Land für friedliche Spiele. Zusammen mit M. Denis u. a. Reinbek bei Hamburg.

## Hörstücke
- 2015: „Die Mauern waren dick hier.“ Partikel vom Großgesichtigen Kind. Komposition und Gitarre: Frank Wingold, SWR Tandem Esther Dischereit und Marcus Meyer, 2. Juni 2015[17]
- 2015: Vorwärts und vergessen, ein Text von Esther Dischereit über erste Ausflüge in ehemalige DDR-Betriebe in den frühen 1990er-Jahren, gelesen von der Autorin. Deutschlandradio Kultur am 18. Februar 2015
- 2014: Die Mauern waren hier dick – (Autorenproduktion)
- 2014: Blumen für Otello; Regie: Giuseppe Maio, Musik: Lutz Glandien, (DeutschlandRadio Kultur)[18]
- Vor den Hohen Feiertagen gab es ein Flüstern und Rascheln im Haus.// Before the Holy Days the House Was Full of Whisperings an Rustlings. Dülmen Eichengrünplatz Musik: Dieter Kaufmann. Mit einem Vorwort von Barbara Hahn. AvivA, Berlin 2009, 2 CDs, 79 Min.
- 2011: Hörstücke Wurfsendung Anna Kaufmann, Regie: Beatrix Ackers, Textbearbeitung für den Rundfunk nach: Esther Dischereit Brokat/Karpfen/Hirtenlied/Bob Dylan/Peaches. In: Susanne Gretter (Hrsg.) Der 24. Dezember Neue Weihnachtsgeschichten, Suhrkamp, 2011. (DeutschlandRadio Kultur, 10 Serien, ab Dezember 2011)
- 2008: Containerklappen 1-11 (DeutschlandRadio Kultur)
- 2008 & 2012 & 2014 Wurfsendungen (DeutschlandRadio Kultur)
- 2008: Nothing to know but coffee to go, Regie: Robert Schoen (Ursendung: DeutschlandRadio Kultur)
- 2003: Mellie unter dem Label WordMusic mit Moritz Denis und Eike Hosenfeld, Tonbüro Berlin
- 2003: Ein Huhn für Mr Boe, Regie: Beatrix Ackers, Musik: Max Nagl (NDR Kultur)[19] nominiert für 51. Hörspielpreis der Kriegsblinden (DeutschlandRadio Kultur)
- 2001: In Almas Zimmer fanden sich seltsame Stücke. Regie: Stefanie Hoster (DeutschlandRadio Kultur)
- 2000: Sommerwind und andere Kreise (Deutschlandradio Kultur)
- 2000: Ich decke mich zu mit der Zeit. Musik: Ray Kaczynski (DeutschlandRadio Kultur)
- 1999: Anschriften. Über die Nichtmitteilbarkeit des Traumas der zweiten Generation nach der Shoa. Ton/Wort/Klang-Improvisationen: Gruppe TONGedichte Friedemann Graef (sax), Ray Kaczynski (percussion), seit 1996, Berlin; Gruppe Imago 1988; Jazz/Ton mit Johannes Niebergall (bass), Rüdiger Carl (sax), Bülent Ates (drums); Frankfurt a. M., Passau, Berlin (Ursendung: DeutschlandRadio Berlin)
- 1998: Kaffee im Haus von Zara Noar. Regie: Annette Kührmeyer, (SR)
- 1998: Kakteen 4. bis 6. Stunde. Wort/Kompositionsmusik zusammen mit den Komponisten Ray Kaczyinski – 12,10 Min.(SR)
- 1997: Gertrud Conners – Eine ehemalige politische Gefangene der DDR, freigekauft in den Westen, ihre Wahrnehmungen 1989. – Fünf Kurzhörspiele 26 Min. (Ursendung: Saarländischer Rundfunk)
- 1997: Der Scherenschleifer, Regie und Musik: Heinz von Cramer, Ein Jude und eine Nichtjüdin, ein Verhältnis nach 1945. (Ursendung: Saarländischer Rundfunk) 55,03 Min.
- 1996: Christoph Dohm Der Protagonist, zugehörig der zweiten Generation nach der Shoa, Europäisches Gymnasium Passau
- 1996:  Christoph Dohm Fragment für Orgel und Sopran zusammen mit dem Komponisten Udo Agnesens, Kaiser-Friedrich-Gedächtniskirche, Berlin; Passau (20 min.)
- 1993: Rote Schuhe, Regie: Stefanie Hoster, (Ursendung: Saarländischer Rundfunk; gesendet vom Deutschlandfunk, Bayr. Rundfunk, Bremen, RAI Italien, Bozen – Hörspiel des Monats Mai/93) 47,40 Min.
- 1993: Ich ziehe mir die Farben aus der Haut, Regie: Christiane Ohaus, Täter... Opfer in Deutschland nach 1945 (Ursendung: Saarländischer Rundfunk, Deutschlandfunk, Bayr. Rundfunk \ Hess. Rundfunk, Bremen, Baden-Baden) 48,17 Min.

## Stipendien
- 2010: Writer-in-Residence, Oberlin College, USA
- 2003: Ernst-Straßmann-Stiftung
- 1990/1995: Stiftung Preußische Seehandlung Berlin
- 1998: Senat von Berlin
- 1987: Hessisches Ministerium für Wissenschaft und Kunst
- Kooperationen mit dem Goethe-Institut in Europa, USA, Latein-Amerika

## Audio
- Zwischentöne. Musik und Fragen zur Person vom 14. Juli 2013:
 Die Schriftstellerin Esther Dischereit im Gespräch mit Joachim Scholl
- Barbara Breysach: Dischereit, Esther. In: Andreas B. Kilcher (Hrsg.): Metzler Lexikon der deutsch-jüdischen Literatur. Jüdische Autorinnen und Autoren deutscher Sprache von der Aufklärung bis zur Gegenwart. 2., aktualisierte und erweiterte Auflage. Metzler, Stuttgart/Weimar 2012, ISBN 978-3-476-02457-2, S. 111–113.